# Grimpoteuthis mawsoni
Grimpoteuthis mawsoni är en bläckfiskart som först beskrevs av Berry 1917.  Grimpoteuthis mawsoni ingår i släktet Grimpoteuthis och familjen Opisthoteuthidae. Inga underarter finns listade i Catalogue of Life.